# Nastajki
Nastajki (deutsch Nasteiken) ist ein Ort in der polnischen Woiwodschaft Ermland-Masuren. Er gehört zur Gmina Ostróda (Landgemeinde Osterode in Ostpreußen) im Powiat Ostródzki (Kreis Osterode in Ostpreußen).

## Geographische Lage
Nastajki liegt im Westen der Woiwodschaft Ermland-Masuren, neun Kilometer südwestlich der Kreisstadt Ostróda (deutsch Osterode in Ostpreußen).

## Geschichte
Der kleine Gutsort Anastyka – erst später Nasteiken genannt – wurde seit 1503 offiziell erwähnt. Noch vor 1908 wurde das Dorf in den seit 1874 bestehenden Amtsbezirk Groß Schmückwalde (polnisch Smykowo) im Kreis Osterode in Ostpreußen aufgenommen. Die Einwohnerzahl Nasteikens belief sich 1910 auf 84.
Am 30. September 1928 gab Nasteiken seine Eigenständigkeit auf und schloss sich mit den Gutsbezirken Groß Schmückwalde (polnisch Smykowo), Klein Schmückwalde (Symkówko) und Rheinsgut (Ryńskie) zur neuen Landgemeinde Schmückwalde zusammen. Nasteiken war nur ein kleines Gut. Es gehörte zuletzt Werner Kautz, der 1945 auf der Flucht in der Gegend von Liebemühl (polnisch Miłomłyn) von einem sowjetischen Soldaten hinterrücks erschossen wurde.
1945 kam Nasteiken in Kriegsfolge mit dem gesamten südlichen Ostpreußen zu Polen. Das Dorf erhielt die polnische Namensform „Nastajki“ und ist heute mit dem Sitz eines Schulzenamtes (polnisch Sołectwo) eine Ortschaft innerhalb der Landgemeinde Ostróda (Osterode i. Ostpr.) im Powiat Ostródzki (Kreis Osterode in Ostpreußen), bis 1998 der Woiwodschaft Olsztyn (Allenstein), seither der Woiwodschaft Ermland-Masuren zugehörig.
Kurz nach der Wende zum Zweiten Jahrtausend wurde die aus dem 17. Jahrhundert stammende Wassermühle in Nastajki im alten Stil bei modernsten Materialien wieder aufgebaut. Sie dient heute als Gästehaus inmitten des Landschaftsschutzparks „Kernsdorfer Höhe“ (polnisch Park krajobrazowy Wzgórz Dylewskich).

## Kirche
Nasteiken war bis 1945 in die evangelische Kirche Groß Schmückwalde in der Kirchenprovinz Ostpreußen der Kirche der Altpreußischen Union, außerdem in die römisch-katholische Kirche Osterode i. Ostpr. eingepfarrt.
Heute gehört Nastajki zur Kirche Ostróda in der Diözese Masuren der Evangelisch-Augsburgischen Kirche in Polen, sowie zur römisch-katholischen Kirche in Smykówko (Klein Schmückwalde) innerhalb der Pfarrei Brzydowo (Seubersdorf) im Erzbistum Ermland.

## Verkehr
Nastajki liegt an der Kreisstraße (polnisch Droga powiatowa, DP) 1232N, die von Wirwajdy (Warweiden) bis nach Wilkowo (Wilken) nahe Olsztynek (Hohenstein) führt. Eine Anbindung an den Bahnverkehr besteht nicht.